# 阿尔努尔·穆萨耶夫
阿尔努尔·阿爾扎帕爾吾勒·穆萨耶夫（羅馬化：Älnūr Äljapparūly Mūsaev；1954年1月4日—），原哈萨克斯坦国家安全委员会主席，在前总统纳扎尔巴耶夫时期任职。2007年，穆萨耶夫与其副手拉哈特·阿利耶夫逃亡奥地利维也纳。2025年，穆萨耶夫称特朗普在1987年时被苏联克格勃招募，代号“克拉斯诺夫”。